# Diano Arentino
Diano Arentino là một đô thị ở tỉnh Imperia trong vùng Liguria, tọa lạc khoảng 90 km về phía tây nam của Genoa và khoảng 7 km về phía bắc của Imperia. Tại thời điểm ngày 31 tháng 12 năm 2004, đô thị này có dân số 648 người và diện tích là 8,3 km².
Diano Arentino giáp các đô thị sau: Chiusanico, Diano Castello, Diano San Pietro, Imperia, Pontedassio, và Stellanello.